# Anne-Catherine Simon
Anne-Catherine Simon (* 1975) ist eine österreichische Autorin und Journalistin, die als Feuilleton-Redakteurin für die Tageszeitung Die Presse arbeitet.

## Lebenslauf
Simon studierte Germanistik und Französisch in Graz und Wien, außerdem Violine und Latein (Letztere zwei ohne Abschluss). Seit 2007 ist sie als Redakteurin der österreichischen Tageszeitung "Die Presse" tätig. Ihre Themenschwerpunkte liegen in den Bereichen Literatur, Sprache, Ideengeschichte und Diskurskultur.
Im Jahr 2021 wurde Simon in die Jury des Deutschen Buchpreises berufen.
Seit dem Jahr 2024 ist Anne-Catherine Simon Mitglied des Rats für Deutsche Rechtschreibung.
Als Buchautorin veröffentlichte sie einen Band zur Zeit Arthur Schnitzlers in Wien sowie als Co-Autorin ein Buch zur Problematik der Vorratsdatenspeicherung, dessen Fokus auf den technischen Aspekten der Debatte liegt.

## Schriften (Auswahl)
- mit Thomas Simon: Ausgespäht und abgespeichert. Warum uns die totale Kontrolle droht und was wir dagegen tun können. Herbig, München 2008, ISBN 978-3-7766-2572-1.
- Schnitzlers Wien. Pichler, Wien 2002, ISBN 3-85431-278-4.